# Zemplínska Široká
Zemplínska Široká és un poble i municipi d'Eslovàquia. Es troba a la regió de Košice, a l'est del país.

## Història
La primera referència escrita de la vila data del 1266.

## Demografia
| Godina             | 1994 | 2004   | 2014   | 2024   |
| ------------------ | ---- | ------ | ------ | ------ |
| Nombre de persones | 816  | 871    | 951    | 1025   |
| Diferència         |      | +6,74% | +9,18% | +7,78% |

| Godina             | 2023 | 2024   |
| ------------------ | ---- | ------ |
| Nombre de persones | 1027 | 1025   |
| Diferència         |      | −0,19% |